# Cosmopterix coryphaea
Cosmopterix coryphaea ist ein Schmetterling (Nachtfalter) aus der Familie der Prachtfalter (Cosmopterigidae).

## Merkmale
Die Falter erreichen eine Flügelspannweite von 8 bis 10 Millimeter. Der Kopf ist olivbraun, hat eine weiße Mittellinie und zwei weiße Seitenlinien. Die Fühler sind hellbraun und haben eine weiße Linie, die von der Basis bis hinter die Fühlermitte reicht. Die beiden subapikalen, weißen Abschnitte bestehen aus zwei Segmenten, die von zwei braunen Segmenten getrennt sind. Die Fühlerspitze ist weiß. Der Thorax ist olivbraun und hat eine weiße Mittellinie. Die Tegulae sind hellbraun und innen mit einer weißen Linie versehen. Die Vorderflügel sind olivbraun und in der Basalregion mit fünf weißen Linien gezeichnet. Der Costalstrich reicht von 1/4 der Vorderflügellänge bis zur gelben Binde. Der Subcostalstrich reicht von der Flügelbasis bis zu 1/3 der Vorderflügellänge und krümmt sich in der Mitte leicht von der Costalader weg. Der mittlere Strich beginnt an der Flügelbasis und reicht fast bis an die gelbe Binde heran. Der Subdorsalstrich beginnt bei 1/4 der Vorderflügellänge und reicht bis zur gelben Binde. Er krümmt sich vom Flügelinnenrand weg. Die Dorsallinie verläuft von der Flügelbasis bis zu 1/4 der Vorderflügellänge. In der Flügelmitte befindet sich eine breite, gelbe Binde, die in der Mitte Richtung Apex verlängert ist. Proximal hat sie in der Mitte eine kleine Verlängerung. Innerhalb der gelben Binde befinden sich vier erhabene, silbrig glänzende Flecke. Zwei liegen am inneren Rand und sind außen von einem schwarzen Punkt umgeben. Der Costalfleck ist etwas größer als der Dorsalfleck. Zwei Flecke liegen in der Mitte der gelben Binde, hier ist der Dorsalfleck ungefähr doppelt so groß wie der Costalfleck. Beide sind innen braun umrandet. Ein weißer Costalfleck liegt am Außenrand des silbrigen Flecks. Am Apex befindet sich eine weiße Apikallinie. Die Fransenschuppen sind ockerfarben grau. Die Hinterflügel sind bräunlich grau. Das Abdomen ist dorsal ockerfarben.
Bei den Männchen ist das rechte Brachium keulenförmig und hat in der Mitte spitz zulaufende Fortsätze. Es ist ungefähr viermal so lang wie das linke Brachium. Die Valven sind nahezu quadratisch. Der obere Rand ist konkav, der untere Rand ist leicht konvex, der Caudalrand ist nahezu gerade. Die Valvellae sind kurz und kräftig und in der Mitte rechtwinklig umgebogen. Sie verjüngen sich apikal und haben eine stumpfe Spitze. Der Aedeagus ist kannenförmig. Der hintere Teil weitet sich distal leicht und hat ventral einen Flansch. Die Genitalarmatur der Männchen unterscheidet sich von Cosmopterix pararufella durch das keulenförmige und scharf zugespitzte rechte Brachium, die quadratisch geformten Valven und die kräftigen Valvellae.
Bei den Weibchen ist der hintere Rand des 7. Sternits bogenförmig. Das 7. Segment ist etwas breiter als lang. Das Ostium ist gerundet und mit einer halbkreisförmigen Sklerotisierung versehen. Das Sterigma ist groß und um das Ostium herum oval. Distal hat es einen langen, schmalen Fortsatz, der in einer bauchigen Spitze endet. Der Ductus bursae ist etwas kürzer als das Corpus bursae und hat distal einige sklerotisierte Flecke. Das Corpus bursae ist oval und besitzt zwei kreisförmige Signa, die mit einer ankerförmigen Sklerotisierung versehen sind.

### Ähnliche Arten
Cosmopterix coryphaea ähnelt Cosmopterix pararufella, unterscheidet sich aber in der Genitalarmatur.

## Verbreitung
Cosmopterix coryphaea ist in Südeuropa (Kreta, Kroatien, Zypern, Griechenland, Italien, Sizilien), Nordafrika, im Nahen Osten und auf den Kanarischen Inseln beheimatet.

## Biologie
Die Raupen entwickeln sich an Schilfrohr (Phragmites australis) und minieren auf dieselbe Art und Weise wie Cosmopterix liengiella in den Blättern. Die Raupen verpuppen sich in der Mine. Falter wurden von Februar bis Juni gesammelt.

## Systematik
Es sind folgende Synonyme bekannt:
- Cosmopteryx coryphaea Walsingham, 1908
- Cosmopteryx donatellae Mariani, 1932
- Cosmopteryx formosa Amsel, 1935
- Cosmopteryx coryphae Agenjo, 1952

## Belege
1. 1 2 3 4 5  J. C. Koster, S. Yu. Sinev: Momphidae, Batrachedridae, Stathmopodidae, Agonoxenidae, Cosmopterigidae, Chrysopeleiidae. In: P. Huemer, O. Karsholt, L. Lyneborg (Hrsg.): Microlepidoptera of Europe. 1. Auflage. Band 5. Apollo Books, Stenstrup 2003, ISBN 87-88757-66-8, S. 119 (englisch).
2. ↑  Cosmopterix coryphaea bei Fauna Europaea. Abgerufen am 16. Januar 2012